# HD97889
HD97889 — хімічно пекулярна зоря спектрального класу A3, що має видиму зоряну величину в смузі V приблизно  6,9.
Вона  розташована на відстані близько 299,8 світлових років від Сонця.

## Фізичні характеристики
Зоря HD97889 обертається 
досить швидко 
навколо своєї осі. Проєкція її екваторіальної швидкості на промінь зору становить  Vsin(i)=139км/сек.